# Streatley (Berkshire)
Streatley (también, Streatley-on-Thames) es una parroquia civil situada en la autoridad unitaria de Berkshire Occidental, en Inglaterra (Reino Unido). Según el censo de 2021, tiene población de 1100 habitantes.
Está ubicada al oeste de Londres, en la zona de influencia de la ciudad de Reading.